# Убивство Павлоса Фіссаса
Убивство грецького хіп-хоп музиканта Павлоса Фіссаса відбулося в ніч з 17 на 18 вересня 2013 року. Йому завдав сметельні поранення ножем 45-річний Йоргос Рупакіс, активіст ультраправої партії Хрісі Авгі (укр. Золотий світанок).

## Перебіг подій
Павлос Фіссас (10 квітня 1979 — 18 вересня 2013) — грецький хіп-хоп музикант, також відмий під псевдонімом Killah P, активіст антифашистського руху. 17 вересня він в компанії із 8-10 товаришами дивився у кафе «ΚΟΡΑΛΙ» в Кераціні, передмісті Афін, матч Ліги чемпіонів між футбольними клубами Олімпіакос та ПСЖ. Ще під час перегляду матчу між компанією Фіссаса та кількома іншими присутніми виникла суперечка, й останні, як встановило слідство, із мобільних викликали на підтримку своїх друзів.
Після закінчення матчу Фіссас вийшов на вулицю і виявив там «групу підтримки» своїх опонентів. Вони були вдягнені у неонацистські чорні майки і мали при собі кийки. Грецька поліція отримала повідомлення про бійку біля кафе «ΚΟΡΑΛΙ» о 23:57:42. 8-ма спеціальна група ΔΙ.ΑΣ вирушила на місце подій о 23:59:19. Біля кафе вони зустріли групу щонайменше 30 осіб, які вдалися до втечі в бік вулиці Панайотіса Цалдаріса, де зібралося вже близько 60 осіб. Поліцейські знайшли Павлоса Фіссаса із ножевими пораненнями грудної клітини, але ще притомним, і Фіссас вказав на нападника. Його негайно доставили до Центральної лікарні Нікеї, однак врятувати його життя медикам не вдалося. Павлос Фіссас помер вранці 18 вересня.
Нападником та вбивцею музиканта виявився 45-річний Йоргос Рупакіс. Він завдав Фіссасу три удари ножем. Побачивши поліцію, кинув ніж під один з припаркованих поряд автомобілів. Вбивця належить до неонацистської партії Хрісі Авгі. Як встановило слідство, він прибув до кафе «ΚΟΡΑΛΙ» на виклик своїх друзів. Його заарештовано разом із дружиною, оскільки вона намагалася знищити докази: біту та агітаційні матеріали Хрісі Авгі.

## Реакція політиків та громадськості
Вже 18 вересня ΑΝΤΑΡΣΥΑ першим опублікував повідомлення про вбивство Павлоса Фіссаса, назвавши його вбивцею неонацистів Хрісі Авгі. Того самого дня Афінсько-Македонська агенція новин опублікувала статтю «Зумисним було вбивство музиканта Павлоса Фіссаса». Вбивство засудили всі політичні сили, представлені в Грецькому партламенті, у тому числі й Хрісі Авгі, яка через Іліаса Касідіаріса (відомого також нападом на представницю Комуністичної партії Греції в студії під час теледебатів) заявила, що не має жодного відношення до вбивства Фіссаса. У парламенті пам'ять про померлого вшанували хвилиною мовчання. Засудив вбивство й парламент Кіпру, який відправив офіційного листа родині Фіссаса. Грецькі партії опублікували прес-релізи, різко засудивши «винуватців вбивства, яких породила Хрісі Авгі». 19 вересня 2013 року прем'єр-міністр Греції Антоніс Самарас виступив із телезверненням до громадськості, закликаючи до спокою і рішучості не допустити того, щоб «нащадки нацистів отруїли наше суспільне життя, чинили злочини, тероризували і підривали основи країні, яка породила демократію».
18 і 19 вересня відбулися масові демонстрації в найбільших містах Греції. Погроми місцевих осередків партії Хрісі Авгі відбулися в Салоніках, Іракліоні, Ханьї, Патрах, Ксанті і Каламаті. Багатотисячні мітинги, що пройшли від вулиць Панайотіса Цалдаріса та Григорія Ламбракіса, заворушення та сутички із поліцією відбулися у передмістях Афін Кераціні та Нікеї. Зокрема побито Паноса Комменоса, лідера партії Незалежні греки, який приїхав на власному авто, щоб виступити перед протестуючими. 130 осіб доставлені в поліцейські відділки, заарештували 34 особи. 21 вересня антифашистський мітинг в Нікеї зібрав близько 3 тисяч осіб. На знак жалоби та солідарності із протестуючими низка грецьких артистів скасувала свої виступи в Афінах та передмістях, заплановані в період з 19 по 23 вересня, зокрема Танос Мікруцікос, Янніс Коцирас, Дімітріс Басіс, Ріта Антонопулу, Антоніс Ремос та Стеліос Роккос.
Протести поза межами Греції відбулися у Парижі, Барселоні, Валенсії та інших європейських містах, їх організовували грецькі іммігранти, студенти та представники лівих груп.
Павлоса Фіссаса поховали 19 вересня 2013 року на кладовищі Схісту. У траурній ході взяли участь кілька тисяч осіб, вони вигукували антифашистські гасла, а під час власне поховання співали тексти Фіссаса.
Грецькі ЗМІ повідомили, що жоден з представників Грецької колегії адвокатів не дав згоду захищати на суді вбивцю Йоргоса Рупакіса. Імовірно, він відбуватиме покарання у в'язниці Корідаллоса. Між тим, Грецька поліція намагається встановити особу чоловіка, що викликав з мобільного «підмогу» для розправи із компанією Фіссаса. Також 20 вересня міністр громадського порядку Греції Нікос Дендіас передав до Ареопагу справу проти Хрісі Авгі, в якій зафіксовано 32 епізоди злодіянь від 2012 року. 13 з них вчинено в Афінах, решта — в інших містах на всій території Греції. Дендіас також повідомив ЗМІ, що можливо, буде ініційовано перегляд Конституції та заборонено діяльність Хрісі Авгі.
Прослуховування телефоних номерів членів Хрісі Авгі дозволило встановити, що «наказ» про вбивство Фіссаса віддало керівнистцо партії. 28 вересня заарештовнао лідера партії Ніколаоса Міхалоліакоса, а також ще 20 членів партії, включаючи все її керівництво та 5 членів парламенту. 30 вересня повідомлено, що Грецький парламент готує закони, які заборонять нацистську риторику та фінансування екстремістськи партій